# Terence Hill
Mario Girotti (Venècia, 29 de març de 1939), més conegut com a Terence Hill, és un actor italià, popular sobretot per les seves pel·lícules amb Bud Spencer.

## Joventut
Mario Girotti neix el 29 de març de 1939 a Venècia, Itàlia. El seu pare, Girolamo Girotti, era un químic italià; la seva mare, Hildegard Thieme (Hildegard Girotti, de casada) era alemanya.
L'any 1951, amb només 12 anys, inicia la seva carrera com a actor amb Vacanze col gangster. Va continuar actuant per finançar-se aficions, entre elles una moto. Va estudiar durant tres anys literatura clàssica a la Universitat de Roma La Sapienza, però va decidir dedicar-se professionalment a actuar.
A més de pel·lícules italianes, va participar també en pel·lícules alemanyes i espanyoles com Pecado de amor amb Sara Montiel. El seu aspecte germànic li va obrir les portes a interpretar personatges anglosaxons en nombroses pel·lícules italianes ambientades al Far West.

## Hill i Spencer
L'any 1967 es casa amb Lori Zwicklbauer, una estatunidenca d'origen bavarès que va conèixer en un dels seus rodatges a Almeria. Aquell mateix any decideix canviar-se el nom per un d'anglosaxó, que considera més comercial, i escull el nom de Terence Hill: va agafar Hill del nom de la mare de la seva dona; i Terence d'un llibre sobre poetes romans. Va ser també a Espanya on va conèixer a l'actor italià Bud Spencer, amb qui va coprotagonitzar el film Dio perdona... io no i les seves seqüeles. Des de llavors es van convertir en companys habituals i amics inseparables.
L'equip format per Hill i Spencer va aconseguir el seu primer èxit comercial amb la comèdia Lo chiamavano Trinità i la seva corresponent seqüela. Des de llavors, el paper de Terence Hill sempre fou el de «murri astut» i el de Bud Spencer el de «bonàs rondinaire» en dinou comèdies conjuntes.
Terence Hill també ha realitzat nombroses pel·lícules en solitari, i fins i tot ha dirigit pel·lícules protagonitzades per ell mateix. L'any 1983 dirigia la coneguda Don Camillo, basada en el llibre de Giovanni Guareschi, on interpreta el paper del capellà. L'any 1991, dirigia i interpretava la pel·lícula Lucky Luke, basada en el personatge creat per Morris i Goscinny, i més tard també en feu la sèrie. El 1994, dirigia Botte di Natale, coprotagonitzada amb Bud Spencer en la línia de les seves populars pel·lícules de l'oest plenes de mastegots.
Actualment participa en solitari en una sèrie anomenada Don Matteo per a la televisió italiana RAI 1, en la qual interpreta el paper d'un sacerdot amb dots de detectiu.
Els dos fills de Terence Hill, Jess i Ross Hill, han participat en algunes de les seves pel·lícules. Tanmateix, Ross Hill morí en un accident de trànsit l'any 1990, un fet que portà Terence Hill a una greu depressió.

## Filmografia
filmografia

### Actor
- La grande strada azzurra (1957)
- Anna di Brooklyn (1958)
- La sapada e la croce (1958)
- Annibale (1959)
- Giuseppe venduto dai fratell (1960)
- Cartagine in fiamme (1960)
- Pecado de amor (1961)
- Il gattopardo (1963)
- Winnetou - 2. Teil (1964)
- Der Ölprinz (1965)
- Die Nibelungen, Teil 1: Siegfried (1965)
- Rita a l'oest (Little Rita nel West) (1967)
- La feldmarescialla (1967)
- Preparati la bara! (1967)
- Dio perdona... io no! (1968)
- I quattro dell'ave maria (1968)
- La collina degli stivali (1969)
- Li deien Trinidad (Lo chiamavano Trinità) (1970)
- Encara li deien Trinidad (...continuavano a chiamarlo Trinità) (1971)
- La cólera del viento (1971)
- Il corsaro nero (1971)
- I després li van dir el Magnífic (E poi lo chiamarono il magnifico) (1972)
- Vinga, nois, més fort! (Più forte, ragazzi!) (1972)
- My name is nobody (1973)
- I si no, ens enfadarem (Altrimenti ci arrabiamo) (1974)
- Posa-hi l'altra galta (Porgi l'altra guancia) (1974)
- Un genio, due compari, un pollo (1975)
- I due superpiedi quasi piatti (1976)
- Marxar o morir (March or die) (1977)
- Mr. Billion (1977)
- Pari e dispari (1978)
- Io sto con gli ippopotami (1979)
- Poliziotto superpiù (1980)
- Chi trova un amico, trova un tesoro (1981)
- Nati con la camicia (1983)
- Don Camillo (1983)
- Non c'è due senza quattro (1984)
- Miami supercops (1985)
- Renegade (1987)
- Lucky Luke (1991)
- Botte di natale (1994)
- Virtual weapon (1997)
- Don Matteo (2000) - Sèrie de TV
- L'uomo che sognava con le aquile (2006) - Minisèrie
- Doc West (2009)
- L'uomo che cavalcava nel buio (2009) - Minisèrie
- Un passo dal cielo (2011) - Sèrie de TV

### Director
- Don Camillo (1983)
- Lucky Luke (1991)
- Botte di Natale (1994)